# Hochwurzen-Berglauf
Der Hochwurzen-Berglauf  ist ein seit 1999 jährlich ausgetragener österreichischer Wettbewerb im Skibergsteigen und im Skilanglauf an der Hochwurzen bei Rohrmoos bei Schladming.
Die Herren starten in Planai-West, von wo aus rund 6,5 Kilometer und knapp 1100 Höhenmeter bis auf die Hochwurzen (1849 m) zu überwinden sind. Die Damen und die Starter der sogenannten Wanderklasse (Erwachsene und Kinder) starten an der Tauernalm in Rohrmoos und legen eine Distanz von rund 2,8 Kilometern und 700 Höhenmeter zurück. 2008 wurden die Strecken für die Damen und die Herren geändert.

## Jahresbeste

### Skibergsteigen
Den Streckenrekord der Herren im Skibergsteigen hält seit 2015 Christian Hoffmann mit einer Zeit von 43:59 Minuten, bei den Damen Lydia Prugger mit der Zeit von 30:32 Minuten aus dem Jahre 2009.
|      | Herren                          | Herren     |  | Damen                              | Damen      |
| Jahr | Gewinner                        | Land       |  | Gewinnerin                         | Land       |
| 2022 | Armin Höfl                      | Österreich |  | Theresa Feix                       | Österreich |
| 2019 | Christian Hoffmann              | Österreich |  | Marita Kröhn                       | Österreich |
| 2018 | Armin Höfl                      | Österreich |  | Marita Kröhn                       | Österreich |
| 2017 | Christian Hoffmann              | Österreich |  | Marita Kröhn                       | Österreich |
| 2016 | Christian Hoffmann              | Österreich |  | Ina Forchthammer                   | Österreich |
| 2015 | Christian Hoffmann              | Österreich |  | Lydia Prugger                      | Österreich |
| 2014 | Christian Hoffmann              | Österreich |  | Lydia Prugger                      | Österreich |
| 2013 | Christian Hoffmann              | Österreich |  | Lydia Prugger                      | Österreich |
| 2012 | Christian Hoffmann              | Österreich |  | Lydia Prugger                      | Österreich |
| 2011 | Hans Wieland und Stefan Kogler  | Österreich |  | Lydia Prugger                      | Österreich |
| 2010 | Hans Wieland                    | Österreich |  | Lydia Prugger                      | Österreich |
| 2009 | Hans Wieland und Josef Feuchter | Österreich |  | Lydia Prugger                      | Österreich |
| 2008 | Hans Wieland                    | Österreich |  | Lydia Prugger                      | Österreich |
| 2007 | Heinz Verbnjak                  | Österreich |  | Lydia Prugger                      | Österreich |
| 2006 | Andreas Ringhofer               | Österreich |  | Lydia Prugger                      | Österreich |
| 2005 | Hans Kogler                     | Österreich |  | Ute Planitzer und Roswitha Walcher | Österreich |
| 2004 | Andreas Ringhofer               | Österreich |  | Hildegard Senoner                  | Österreich |
| 2003 | Andreas Ringhofer               | Österreich |  | Birgit Knauß                       | Österreich |
| 2002 | Andreas Ringhofer               | Österreich |  | Karin Schweiger                    | Österreich |
| 2001 | Peter Oberauer                  | Österreich |  | Anita Vogelsberger                 | Österreich |
| 2000 | Andreas Fischbacher             | Österreich |  | Christine Steinberger              | Österreich |
| 1999 | Wolfgang Erhart                 | Österreich |  | Christine Steinberger              | Österreich |

### Skilanglauf
Den Streckenrekord der Herren im Skilanglauf hält seit 2001 Wolfgang Perner mit 46:43 Minuten, den der Damen seit ebenfalls 2001 seine Schwester Elfriede Perner mit 40:43 Minuten.
|      | Herren           | Herren     |  | Damen               | Damen      |
| Jahr | Gewinner         | Land       |  | Gewinnerin          | Land       |
| 2003 | Roland Prenner   | Österreich |  | Elfriede Perner     | Österreich |
| 2002 | Lukas Sonnberger | Österreich |  | Gertraud Engelhardt | Österreich |
| 2001 | Wolfgang Perner  | Österreich |  | Elfriede Perner     | Österreich |
| 2000 | Wolfgang Perner  | Österreich |  | Elfriede Perner     | Österreich |
| 1999 | Wolfgang Perner  | Österreich |  | -                   | Österreich |